# Oddział Zabezpieczenia
Oddział Zabezpieczenia (JW 3964) – jednostka wojskowa stacjonująca na terenie m. st. Warszawa, będąca w strukturach Dowództwa Garnizonu Warszawa. Jej zdaniem jest zaopatrywanie i obsługi jednostek oraz instytucji organizacyjnych Ministerstwa Obrony Narodowej w zakresie zapewniającym prawidłowe ich funkcjonowanie w czasie pokoju i wojny. Obecnym dowódcą jednostki jest płk Dariusz Chodyna.

## Historia
Jednostka Wojskowa nr 3964 (Oddział Zabezpieczenia) powstała na podstawie decyzji MON 22 grudnia 2005 r. na bazie Składnicy Logistycznej Garnizonu Warszawa i Zespołu Zabezpieczenia MON 10 Pułku Samochodowego. Działalność rozpoczęła 1 lipca 2006 r.
Jednostki została uformowana na bazie 30 Składnicy Sprzętu Technicznego, powstałej w 1962 roku. Jej podstawowymi zadaniami było gromadzenie i przechowywanie zapasów technicznych środków materiałowych według potrzeb innych jednostek wojskowych leżących na terenie Garnizonu Warszawa. Jednostka stanowiła ogniwo między większymi składami na terenie całego kraju a lokalnymi jednostkami. Jednostka wówczas nie była samodzielnym oddziałem gospodarczym. Składnica Sprzętu Technicznego została przeformowana w 30 Rejonową Składnicę Techniczną, która w 2000 roku w ramach restrukturyzacji została przeformowana w oddział gospodarczy. Jednostka tym samym otrzymała nowe zadania i funkcje oraz uzyskała samodzielność działania. Do dotychczasowych zadań magazynowania i zaopatrywania doszły zadania związane z dokonywaniem zakupów. Wraz ze wzrostem liczby instytucji będących na zaopatrzeniu oraz rozszerzenia zakresu zadań, doszło do zmian strukturalno-etatowych.
1 października 2012 r. w strukturę JW 3964 włączono Wydział Infrastruktury, powstały po zlikwidowanej Wojskowej Administracji Koszar nr 5. Jego zadaniami jest administrowanie nieruchomościami jednostek i instytucji będących na zaopatrzeniu JW 3964 oraz utrzymanie w należytym stanie technicznym obiektów budowlanych, urządzeń i sprzętu infrastruktury. 

Insygnia
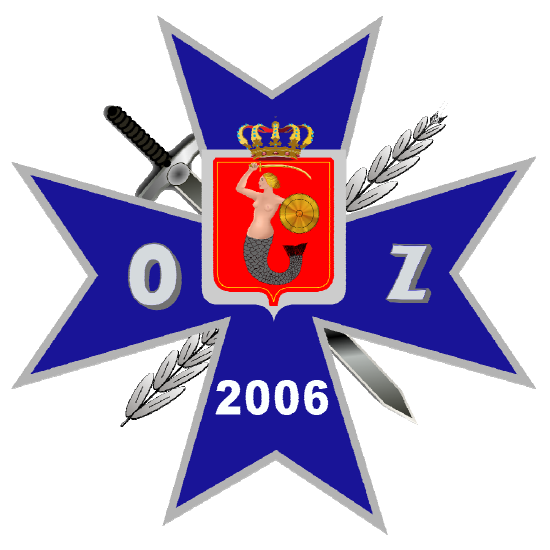
Odznaka pamiątkowa
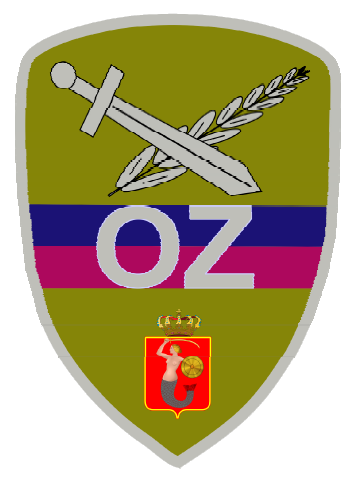
Oznaka rozpoznawcza na mundur wyjściowy
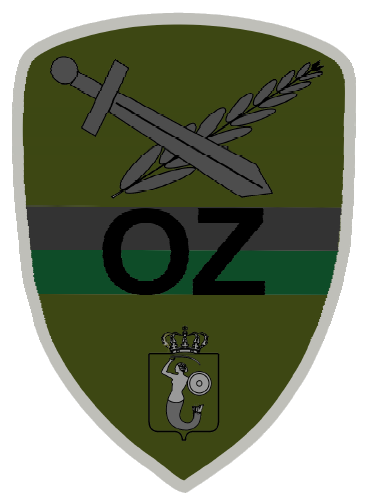
Oznaka rozpoznawcza na mundur polowy

## Struktura i zadania
Jednostka realizuje zaopatrzenia jednostek oraz instytucji organizacyjnych Ministerstwa Obrony Narodowej w działach:
- finansowym
- logistycznym
- medycznym
- kulturalno–oświatowym
- szkoleniowym
- ochrony
- infrastruktury